# 13494 Treiso
13494 Treiso eller 1985 RT är en asteroid i huvudbältet som upptäcktes den 14 september 1985 av den amerikanske astronomen Edward L.G. Bowell vid Anderson Mesa Station. Den är uppkallad efter byn Treiso i norra Italien.
Asteroiden har en diameter på ungefär 3 kilometer.